# Albert Pike
Albert Pike (Boston, 29 de diciembre de 1809-Washington D. C., 2 de abril de 1891) fue un abogado, militar, escritor y activista francmasón estadounidense. En 1859 fue elegido Soberano Gran Comendador del Supremo Consejo de grado 33 para la Southern Jurisdiction (‘Jurisdicción meridional’), una de las dos divisiones orgánicas del Rito Escocés Antiguo y Aceptado en los Estados Unidos, que ejerció hasta su fallecimiento.
Como oficial, participó en la invasión a México y por los Estados Confederados de América, durante la guerra civil estadounidense. Es autor de la obra Morals and Dogma of the Ancient and Accepted Scottish Rite of Freemasonry (Moral y Dogma del Rito Escocés Antiguo y Aceptado de la Francmasonería), escrita en 1871, que se convirtió en una guía para la interpretación del simbolismo francmasónico, utilizada por sectores antimasónicos evangélicos críticos y contrarios a este movimiento, como también de sectores del catolicismo.

## Orígenes
Pike pasó su infancia en las localidades del Estado de Massachusetts de Byfield, Newburyport y Framingham en cuya escuela logró aprobar el examen previo de la Universidad de Harvard. Aunque la falta de recursos le impidió el ingreso en Harvard, Pike, autodidacta, logró el puesto de maestro de escuela que ejerció en Gloucester, Fairhaven y Newburyport hasta que en 1831, con 22 años, decidió abandonar Massachusetts para integrar en San Luis e Independence, en el Estado de Misuri, una expedición de comerciantes de caza con destino al condado de Taos en el territorio de Nuevo México. Pike sufrió un accidente con su montura y se vio forzado a completar andando unos 700 km hasta el destino para, después de asociarse a otra expedición con escaso éxito, trasladarse al territorio de Arkansas.

## Inicio de su carrera en la abogacía de Arkansas
Instalado en la localidad de Fort Smith a partir de 1833, Pike comenzó a escribir artículos para el periódico Arkansas Advocate de la capital, Little Rock, con el pseudónimo de Casca. Los escritos de Pike alcanzaron gran popularidad y su influencia creciente le llevaron a formar parte del comité de dirección de la publicación hasta que se convirtió en su propietario en 1835, tras contraer matrimonio con Mary Ann Hamilton.
Pike que mientras tanto había proseguido y finalizado sus estudios en derecho, consiguió ser admitido en el sindicato de la abogacía en 1837 año en el que vendió sus derechos sobre el Arkansas Advocate, que para entonces ya era conocido por su posicionamiento en favor de las políticas del partido Whig. Como primer reportero de la Corte suprema de Arkansas, escribió un manual profesional para abogados titulado The Arkansas Form Book que sin embargo, se publicó de manera anónima.

## Invasión a México

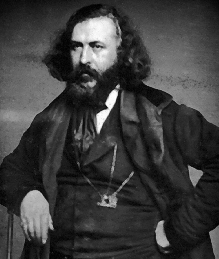
Albert Pike

Tras declararse en 1846 la invasión a México, Pike integró el arma de caballería con la misión de comandar el entrenamiento de tropas, participando en la Batalla de Buena Vista o de la Angostura. Las fuertes discrepancias entre Pike y su oficial superior John Selden Roane, gobernador de Arkansas, terminaron en un desafío en duelo en el que ninguno de los dos resultó herido.

## Activismo político
Tras la guerra, Pike retornó a la abogacía mudándose a Nueva Orleáns en 1853 donde redactaría una obra titulada Maxims of the Roman Law and some of the Ancient French Law, as Expounded and Applied in Doctrine and Jurisprudence que aunque sin publicar, le ayudaría a aumentar su prestigio en la profesión. En 1857 Pike regresó a Arkansas donde progresivamente se especializaría en la defensa de causas relacionadas con la esclavitud a pesar de su filiación al partido Whig que para entonces se encontraba en un proceso de fuertes tensiones internas, finalizando su nexo con la disolución del partido Whig. Aunque Pike se había posicionado en contra de la política de secesión de los Estados del sur, acabaría no obstante integrando el bando sureño al estallar la Guerra Civil en 1861.

## Guerra civil
Pike, que había sobresalido por su capacidad de negociación con algunas de las naciones amerindias de la región, como con el tratado de asentamiento de los Maskoki o Creek, desempeñó inicialmente el cargo de representante de la Confederación para las Naciones amerindias pactando con el líder de los cheroqui, John Ross, el apoyo de esta nación para la causa secesionista tras el comienzo de la guerra civil en 1861.
El 22 de noviembre de 1861, Pike fue destacado como brigadier general del estado mayor del general Ben McCullough en el territorio de las llamadas Cinco Tribus Civilizadas para entrenar tres regimientos de caballería nativa cheroqui. Estas unidades que se caracterizaron por la variabilidad de su fidelidad a la causa, entraron en combate en marzo de 1862 durante la batalla de Pea Ridge y aunque lograron tomar varias posiciones unionistas, fueron finalmente derrotadas y dispersadas tras el contraataque. Pike, que por sus divergencias con sus superiores había dirigido un escrito de protesta al presidente Jefferson Davis, fue entonces acusado de permitir a sus tropas la mutilación, según la costumbre nativa, de soldados enemigos en el campo de batalla y de malgastar dinero y materiales. Las acusaciones que más tarde se encontraron realizadas sin pruebas fundadas, forzaron el arresto de Pike que en cambio, logró evadirse al Arkansas desde donde envió su renuncia al ejército confederado el 12 de julio. Sin embargo, Pike fue nuevamente arrestado el 3 de noviembre y acusado esta vez de traición, fue encarcelado provisionalmente en el poblado de Warren, en Texas hasta que el 11 de noviembre se consideró su renuncia y fue liberado, pudiendo retornar a Arkansas.

## Posguerra y perdón
Durante la posguerra, Pike fue privado de la confianza de sus antiguos compañeros de armas sin tampoco lograr la de las autoridades federales vencedoras por lo que decidió mudarse a Nueva York y más tarde al Canadá, hasta que obtuvo el perdón formal de parte del presidente Andrew Johnson el 30 de agosto de 1865.
Tras retomar su vida pública, logró el puesto de asociado de la Corte suprema de Justicia de Arkansas, hasta que abrió un bufete en Memphis entre 1867 y 1868 donde fue también editor del Memphis Appeal.
En 1870 decidió instalarse como abogado en la capital federal, Washington D. C., siendo también editor del diario Patriot.

## Francmasonería
Se distinguió como activista francmasón comprometido con la organización de los asuntos internos de su logia. Tras elevarse al grado 33 del rito masónico, alcanzó en 1859 el título de Soberano Gran Maestro y Comendador de la Southern Jurisdiction (‘Jurisdicción meridional’), una de las dos divisiones orgánicas del Rito Escocés Antiguo y Aceptado en los Estados Unidos, cargo que ejerció durante 32 años hasta su fallecimiento.
Durante su mandato, consagró una gran parte de su tiempo al desarrollo de los rituales esotéricos de la orden que recopiló en Morals and Dogma of the Ancient and Accepted Scottish Rite of Freemasonry (1871) que se convirtió en una de las obras de referencia de la masonería contemporánea. En dicho libro, Pike presenta un estudio en 850 páginas sobre el simbolismo y fundamentos de los 32 primeros grados del rito escocés aunque sin develar detalles internos de la organización, siendo algunos de sus pasajes objeto de atención especial.
El capítulo que narra el grado 19 y 26, dedicado a Lucifer y Baphomet, destaca por ser considerado por sectores activistas cristianos evangélicos y católicos una prueba del satanismo que caracterizaría a los grados superiores del Rito Escocés Antiguo y Aceptado. En la obra se señala que el origen etimológico de la palabra «Lucifer» proviene de las voces en latín "lux" y "fero" (‘luz’ y ‘portador’, respectivamente, lo que se traduciría como ‘portador de luz’), y bien podría decir relación con un elemento más bien simbólico, y no con el aspecto comúnmente negativo que se le atribuye. Hay que recordar que la masonería es un institución de carácter simbólico, por lo que la interpretación de ciertos personajes u objetos no corresponde, necesariamente, a los religiosos.
Pike, que falleció en la House of the Temple de Washington D. C., es considerado como uno de los más importantes miembros de la orden en la historia de los Estados Unidos.

## Leyenda

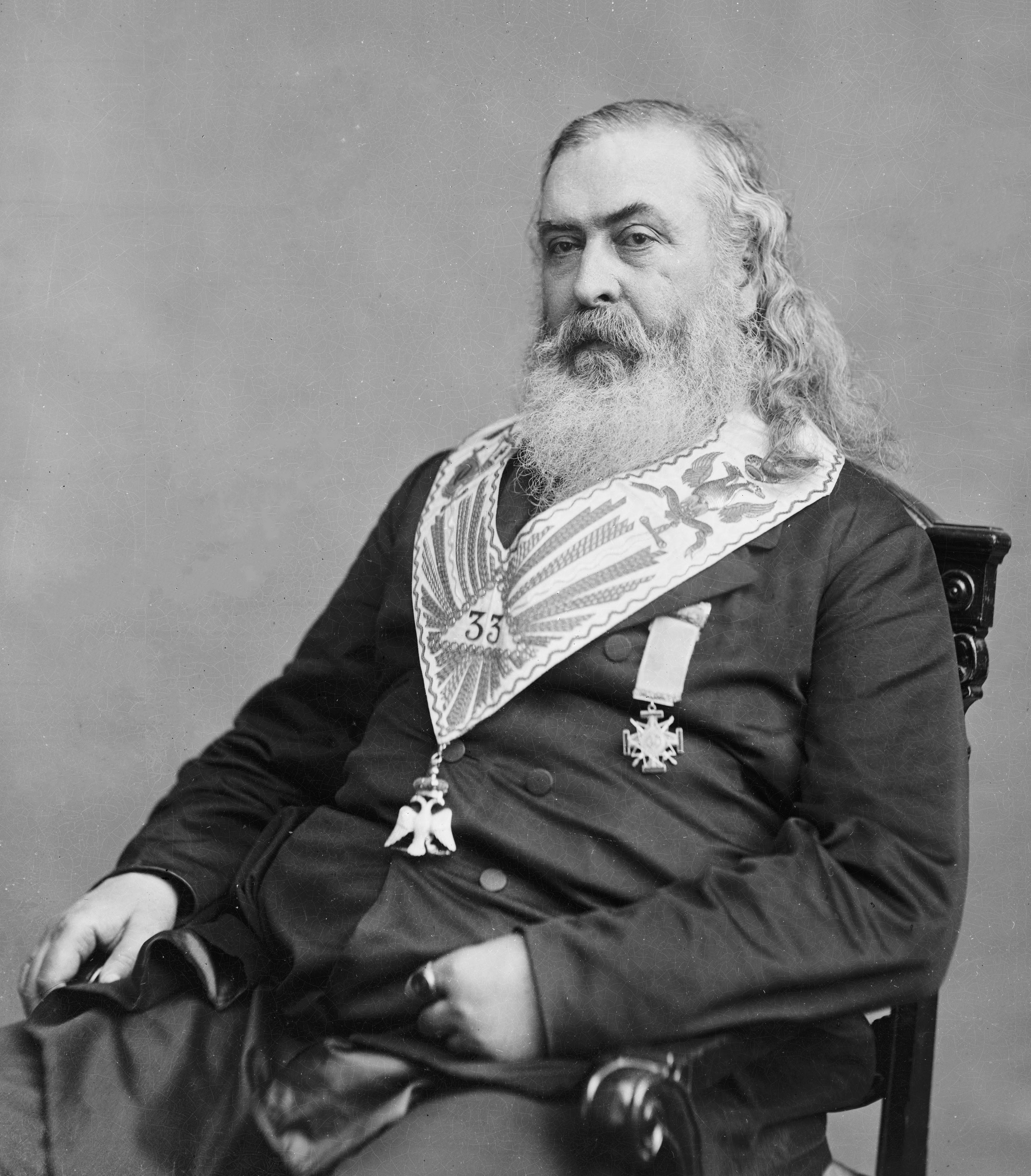
Albert Pike, Soberano Gran Comendador del rito escocés estadounidense, portando varias distinciones francmasónicas, Library of Congress, 1877.

Una leyenda, comenzada por el mixtificador Léo Taxil, luego desmentida por el mismo, lo vinculaba a conspiraciones y rituales satanistas.
En algunas versiones de la misma se afirmaba que intercambió correspondencia con Giussepe Mazzini, patriota italiano, al cual, de manera espuria, se lo vinculaba con la sociedad secreta de los Illuminati de Europa. El mito añade que estas cartas se exhibieron en la Biblioteca del Museo Británico de Londres, afirmación desmentida por la propia Biblioteca.

## Cultura popular
En la película La leyenda del tesoro perdido 2: El libro de los secretos, Mitch Wilkinson es un personaje que afirma ser descendiente del general Albert Pike y tener en sus manos una carta emitida por la Reina Victoria de Inglaterra a este general con instrucciones para localizar un importante tesoro que ayudaría a financiar la lucha de los confederados.